# 964 a.C.

## Eventos
- Iniciou a construção do templo por Salomão.